# Lucha House Party
Lucha House Party fue un stable face de lucha libre profesional de la empresa WWE, quiénes estuvieron conformados por Gran Metalik, Kalisto, Lince Dorado y miembro no oficial Juanito Jonh cena primo de Jonh.
Originalmente se formó como un trío compuesto por los pesos crucero Kalisto, Gran Metalik y Lince Dorado en la marca 205 Live en 2018. El grupo se basó en el hecho de que los tres eran luchadores de alto vuelo enmascarados e implementaron varios elementos del antiguo equipo de Kalisto, The Lucha Dragons. El trío competiría en las marcas de Raw y SmackDown desafiando los Campeonatos de Parejas de Raw y de SmackDown en muchas ocasiones entre 2018 y 2020 hasta que Kalisto quedó fuera debido a una lesión. Esto llevó a Metalik y Dorado a competir como un equipo por un tiempo hasta que Kalisto regresó a la WWE en el verano de 2020, pero las diferencias comenzaron a surgir dentro del grupo hasta que Kalisto se separó del equipo en el draft de 2020, lo que llevó a que Lucha House Party se convirtiera como un equipo.

## Historia

### WWE (2018-2021)

#### 2018-2019
Kalisto y Gran Metalik formaron una alianza a fines de 2017 mientras peleaban con The Brian Kendrick y Gentleman Jack Gallagher en 205 Live. Primero se unieron para derrotar a Kendrick y Gallagher en el episodio del Main Event del 25 de noviembre de 2017. La rivalidad aumentaría aún más cuando Kendrick y Gallagher atacaron a Kalisto y Metalik después de los combates del 28 de noviembre y los episodios del 5 de diciembre en 205 Live. El 12 de diciembre en 205 Live, Kendrick y Gallagher atacaron a Kalisto después de que Kalisto derrotara a Gallagher hasta que Metalik salvó. La semana siguiente en 205 Live, Kalisto y Metalik derrotaron a Kendrick y Gallagher por descalificación en un combate por equipos. Esto conduciría a la formación de una alianza entre Kalisto y Metalik. Al dúo se unió el regreso de Lince Dorado el 23 de enero de 2018 en 205 Live cuando derrotaron a TJP, Tony Nese y Ariya Daivari. Kalisto, Metalik y Dorado siguieron derrotando a TJP, Drew Gulak y Gentleman Jack Gallagher en Royal Rumble.
El grupo pronto comenzaría a competir bajo el nombre de "Lucha House Party" peleando con Akira Tozawa y Hideo Itami, ya que ambos equipos intercambiaron victorias hasta que la rivalidad culminó en una pelea por equipos de tornado entre los dos equipos el 17 de abril de 205 Live, que ganaron Metalik y Dorado. Su próxima rivalidad comenzó contra el trío de Drew Gulak, Gentleman Jack Gallagher y The Brian Kendrick cuando Lucha House Party derrotó al trío el 12 de junio en 205 Live, antes de perder ante Gulak, Gallagher y Kendrick en un Elimination Tag Team Match el 26 de junio en 205 Live.
El 29 de octubre en el episodio de Raw, Lucha House Party se unió a la marca Raw cuando Kalisto y Dorado derrotaron a The Revival (Dash Wilder & Scott Dawson). Lucha House Party continuó compitiendo en Raw y 205 Live mientras peleaban con Revival en Raw, derrotándolos en varios combates de Lucha House Rules que estipulaban que cualquier miembro de Lucha House Party podía competir. Todo el Lucha House Party representó al Team Raw contra el Team SmackDown cayendo derrotados en Survivor Series. La racha ganadora de Lucha House Party finalmente terminó contra Revival el 14 de enero de 2019 en Raw cuando Revival derrotó a Metalik y Kalisto. Después de un breve enfrentamiento con Jinder Mahal y The Singh Brothers (Samir Singh & Sunil Singh), Lucha House Party comenzó a pelear con Lars Sullivan, perdiendo ante él por descalificación en un combate de handicap en Super Show-Down y un combate de eliminación de handicap el 10 de junio en Raw. Metalik y Dorado comenzarían una breve rivalidad con Singh Brothers intercambiando victorias con ellos en 205 Live.
Después de perder ante The O.C. (AJ Styles, Luke Gallows & Karl Anderson) dos veces en Raw, Lucha House Party fue reclutado para la marca SmackDown en el draft de 2019 el 11 de octubre. Kalisto debutó para SmackDown el 25 de octubre al derrotar a Drew Gulak, mientras que Metalik y Dorado debutaron para la marca el 6 de diciembre en SmackDown competir en un Elimination Fatal 4-Way para determinar los contendientes #1 por el Campeonato en Parejas de SmackDown, quienes fueron ganados por The Revival. Metalik y Dorado participaron en un combate por parejas por la Copa Mundial de WWE en el evento Crown Jewel, donde fueron el primer equipo en ser eliminado por Dolph Ziggler y Robert Roode. En Survivor Series, Metalik y Dorado representaron a SmackDown en una batalla real por equipos entre marcas ganada por Ziggler y Roode, mientras que Kalisto representó a SmackDown contra Akira Tozawa de Raw y Lio Rush de NXT en un Triple Threat Match por el Campeonato Peso Crucero de NXT de Rush, que Rush retuvo. El 30 de diciembre, Kalisto se lesionó el hombro durante un combate por equipos contra The Revival en un live event, dejándolo fuera de acción.

#### 2020-2021
Luego de la lesión de Kalisto, Lucha House Party continuó actuando como un equipo en SmackDown mientras Metalik y Dorado comenzaron a perseguir el Campeonato en Parejas de SmackDown, participando en luchas por el título en el Elimination Chamber Match en Elimination Chamber y Money in the Bank. Lucha House Party entró en una rivalidad con Cesaro y Shinsuke Nakamura por los títulos de parejas, ya que intercambiaron victorias con Cesaro y Nakamura en luchas individuales en agosto, lo que llevó a Lucha House Party a ganar una oportunidad por el título en parejas. Kalisto hizo su regreso sorpresa de una lesión el 14 de agosto en SmackDown para reunirse con Metalik y Dorado. El 21 de agosto en SmackDown, Metalik y Dorado desafiaron sin éxito a Cesaro y Nakamura por el Campeonato en Parejas de SmackDown. Después del combate, Kalisto se enfrentó a Dorado hasta que Metalik separó a los dos, plantando las semillas para una división entre el grupo. Lucha House Party ganó otra oportunidad por el título contra Cesaro y Nakamura cuando Kalisto y Metalik los derrotaron el 11 de septiembre de SmackDown. Kalisto y Dorado desafiaron sin éxito a Cesaro y Nakamura por los títulos en Clash of Champions. Después de semanas de disensión, Kalisto finalmente se separó de Lucha House Party en el draft de 2020, ya que permaneció en SmackDown mientras Dorado y Metalik fueron reclutados para la marca Raw el 12 de octubre.
El 4 de noviembre del 2021, informó la WWE que tanto Dorado como Metalik fueron despedidos, esto como parte de una séptima ronda de despidos causado por la pandemia de COVID-19, que involucro a personal administrativo, de planta y talentos de la franquicia.

## Campeonatos y logros
- WWE
  - WWE 24/7 Championship (2 veces) - Metalik (1) y Dorado (1)